# 鄭瓛
鄭瓛（1471年—1529年），字信卿，號思齋，原籍浙江平陽縣，後徙南京，屬驍騎右衛軍籍。明朝政治人物。

## 生平
弘治八年（1495年）乙卯科應天鄉試第三十名舉人，弘治十二年（1499年）己未科會試第六十八名，三甲八十八名進士。弘治十三年（1500年）任江西新喻縣知縣，召為刑部主事，上疏請求回鄉養母，改南京刑部主事，遷郎中。正德十一年（1515年），擢廣東高州府知府，又調江西南昌府知府。因寧王朱宸濠誣奏其不法，被逮奪官。後來寧王謀反，叛亂平息後，朝廷復鄭瓛之職。

## 佚事
周暉《金陵瑣事》載，王陽明平叛，活捉朱宸濠之後，鄭瓛怒不可遏，連打宸濠十餘拳。。

## 家族
曾祖鄭政；祖鄭貴；父鄭讓。母魏氏。慈侍下。弟瑄、瑛、琮、珂。